# Tarpach
Tarpach (czyt. Tarpacz) – białoruska grupa muzyczna z Mińska, założona w maju 2002 roku, tworząca w gatunku crossover thrash.

## Charakterystyka
Początkowo w skład grupy wchodzili: Swiatłana Suhaka – wokal, Dzmitryj Astapuk – gitara, Andrej Bakiej – gitara basowa, Alaksiej Rak – perkusja, Alena Siliwonik – gitara. Jesienią 2005 roku zespół opuściła Swiatłana Suhaka. W kwietniu 2006 roku w grupie występowali: Dzmitryj Astapuk, Andrej Makarau – gitara, Pawieł Darmiel – gitara basowa, Alaksiej Jafremienka – perkusja, Wolha Samusik – wokal (jednocześnie w składzie grupy Zygimont Vaza). W maju 2005 roku grupa odbyła trasę koncertową po Polsce. Brała też udział w festiwalach: „Basowiszcza” (Gródek k. Białegostoku, 2003–2005, 2007), „Rok-koła” (Połock, 2007) oraz w Juwenaliach w Białej Podlaskiej w 2006 roku.
W 2004 roku zespół otrzymał nagrodę Radia Polonia na festiwalu „Basowiszcza”, a w 2007 roku – I miejsce w konkursie na festiwalu „Rok-koła”.

## Dyskografia
- Usio budzie… (wyd. BMAgroup, 2005)